# Sunday Times Golden Globe Race
Sunday Times Golden Globe Race byl individuální závod plachetnic kolem světa uspořádaný britskými novinami The Sunday Times. 9 přihlášených účastníků mělo za úkol v časovém okně mezi 1. červnem a 30. říjnem 1968 odstartovat z libovolného evropského přístavu nacházejícího se nad 40° severní šířky, pokračovat Atlantským oceánem na jih, obeplout mys Dobré naděje (Afrika), mys Leeuwin (Austrálie) a mys Horn (Amerika) a poté se vrátit zpět do přístavu, ze kterého vypluli. Plavba musela být nepřetržitá a účastníci během ní nesměli přijímat jakoukoliv asistenci včetně zásob, náhradních dílů, či korespondence. Závod měl stanoveny dva cíle - trofej Golden Globe (zlatý globus) pro prvního, kdo ho dokončí a finanční odměnu 5000₤ pro závodníka, kterému se to podaří v nejkratším čase. Závod nakonec dokončil pouze jeden účastník. Další v jeho průběhu spáchal sebevraždu. Ve Spojeném království se jednalo o intenzivně sledovanou a medializovanou událost, které byla věnována řada knih a novinových článků.

## Pozadí závodu

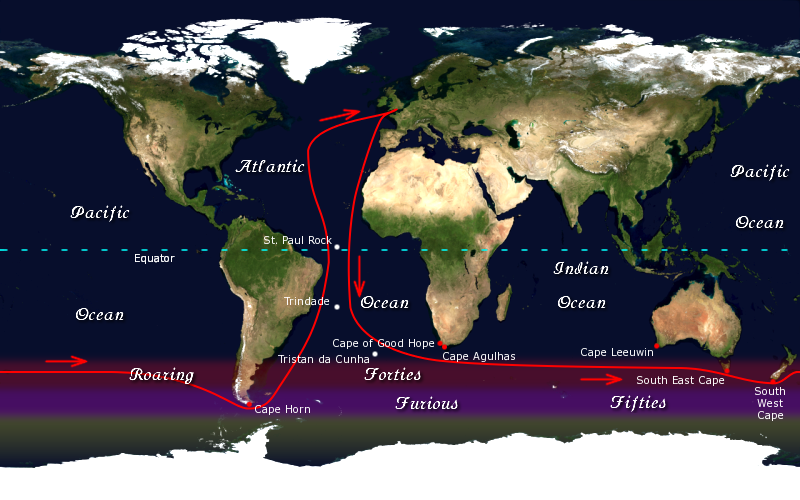
Trasa závodu

Mezi lety 1895 a 1896 Joshua Slocum jako první individuálně obeplul Zemi. Jeho původním plánem bylo vyplout z Bostonu, překonat Atlantský oceán, dále proplout Středozemní moře a Suezským průplavem pokračovat do Indického oceánu. Po dosažení Gibraltaru tuto cestu přehodnotil, jelikož se obával aktivity pirátů v jižním středomoří. Proto se raději rozhodl plout východním směrem podél Jižní Ameriky, obeplout mys Horn a mys Dobré naděje a poté se vrátit Atlantským oceánem zpět do Bostonu. Tato historická plavba kolem světa se tak od pozdějšího závodu lišila především jejím výchozím bodem, opačným směrem plavby a tím, že Slocum Austrálii neobeplouval z jihu, ale ze severu. O své cestě v roce 1899 napsal knihu Sám na lodi kolem světa, která se stala bestsellerem a vzedmula zájem veřejnosti o dálkové plavby. Několik dalších dobrodruhů absolvovalo podobnou plavbu po vzoru Slocuma, vždy však využívali řadu zastávek k provedení nutných oprav a doplnění zásob. V roce 1960 uspořádal Britský deník The Observer první transatlantický závod jednotlivců pod názvem OSTAR. Jeho vítězem se stal domácí mořeplavec Francis Chichester. Závod si získal značnou popularitu a tak byl v roce 1964 uspořádán jeho druhý ročník, ve kterém skončil Chichester na druhém místě. Tyto dálkové závody ho přivedly k nápadu podniknout plavbu kolem světa v co nejkratším čase. V roce 1966, sponzorován novinami The Sunday Times, se svou lodí Gipsy Moth IV vyplul z přístavu Plymouth a v rekordním čase 226 dní obeplul zeměkouli trasou shodnou s pozdější trasou závodu Sunday Times Golden Globe Race. Během své cesty se zastavil pouze v Sydney. Tento výkon mu přinesl status národního hrdiny a pouze několik týdnů po dokončení cesty byl královnou Alžbětou II. pasován na rytíře. Inspirovány Chichesterovým výkonem a popularitou závodu OSTAR přišly noviny The Sunday Times s myšlenkou uspořádat vlastní závod okolo světa, tentokrát však bez zastávky.
Již během příprav samotného závodu se objevily informace o pravděpodobných účastnících a možných favoritech. Mezi ty se řadili především zkušení mořeplavci William "Tahiti Bill" Howell a Bernard Moitessier. Velké naděje byly také vkládány do bývalého velitele ponorky Billa Kinga díky jeho moderní lodi Galway Blazer II navržené speciálně pro tento závod. Ten byl oficiálně vyhlášen 17. března 1968 a k této trojici se záhy připojili také outsideři Robin Knox-Johnston, jehož loď Suhaili vyrobená v Indii byla považována za příliš malou a málo odolnou a John Ridgway, který sice společně s Chayem Blythem dokázal jako první v historii převeslovat Atlantský oceán, ale jeho zkušenosti s plachtěním byly omezené. Ještě před otevřením startovního okna se do závodu přihlásila další trojice. Ridgewayův podřízený z armády a veslařský partner Blyth, Moitessierův přítel Loïck Fougeron a člen Britského královského námořnictva Nigel Tetley. Bill Howell nakonec do závodu vůbec nenastoupil. Až po jeho zahájení se přihlásili ještě poměrně neznámý Ital Alex Carozzo a černý kůň Donald Crowhurst jehož cílem byla především finanční odměna, kterou chtěl podpořit své skomírající podnikání. Vlastnil firmu Electron Utilisation pro kterou vyvinul ruční navigační přístroj Navicator. Na jeho produkci zřídil menší výrobnu na vlastním pozemku s několika zaměstnanci. Kvůli podpoře svého podnikání se spojil s obchodníkem z města Taunton Stanleym Bestem, kterého přesvědčil, že Navicator je budoucností lodní dopravy a ten se stal jeho investorem. O Navicator však nebyl zájem a Crowhurstovi zůstal pouze jeden zaměstnanec a postupně narůstající dluhy. Když se dozvěděl o závodu Golden Globe, přesvědčil Besta, že se jedná o jedinečnou příležitost, jak Navicator zpropagovat. Best mu uvěřil a poskytl 1000£ na nákup plachetnice. Návratnost této investice si pojistil tak, že donutil Crowhursta zastavit dům, ve kterém žil se svou manželkou a čtyřmi dětmi. Kromě Besta se Crowhurst spojil také s reportérem Rodneym Hallworthem z novin Teignouth Finance které trvaly na tom, že loď ponese jméno jejich města a Teignouth se stane také jeho výchozí a cílovou destinací. Crowhurst tak sehnal finance na poslední chvíli a svou přípravu musel co nejvíce uspíšit. Z tohoto důvodu zadal výrobu těla své lodi Teignouth Electron jedné společnosti a o ostatní části se starala společnost jiná. Stavba těla výrazně zaostávala, jelikož probíhala současně s regulérními objednávkami, které musela firma uspokojit. Crowhurst se tak musel uchýlit k mnoha kompromisům. Navíc nesplňoval podmínky pro start, jelikož na plachetnici neabsolvoval potřebnou vzdálenost, musel tedy vyrazit na zkušební plavbu, aby nutné minimum splnil. Už během ní se projevily k jeho rozčarování mnohé problémy s lodí a pozorovatelé se shodli na tom, že ji neumí správně ovládat. Jakoukoliv kritiku však vehementně odmítal. Vítězství mu měl přinést jím navržený systém pro narovnání lodi v případě jejího převrácení, který mu měl umožnit riskantní plavbu v rozbouřených vodách tzv. řvoucích čtyřicítek a zuřících padesátek.

## Průběh závodu
Jako první vyplul 1. června 1968 z irského ostrova Inishmore John Ridgway. Už během jeho průjezdu přístavem došlo k nehodě, kdy se loď s novináři a fotografy příliš přiblížila k jeho plavidlu a po vychýlení vlnou do něj z boku narazila. Na první pohled nezanechal náraz žádné škody kromě odřené barvy, ale incident se podepsal na Ridgwayově psychice. O několik týdnů později se v místě nárazu objevila výduť, kterou připisoval právě této události a společně s dalšími technickými problémy ho přinutila závod vzdát. V dalších dvou týdnech po Ridgewayovi vypluli Chay Blyth a Robin Knox-Johnston. Ten brzy zjistil, že do jeho lodi zatéká a musel se opakovaně potopit, aby netěsnosti opravil. Další čtveřice závodníků se v srpnu setkala v přístavu Plymouth. Mointessier, Fougeron, King a Tetley se okamžitě spřátelili a toto pouto přetrvalo během samotného závodu i po něm. V druhé půlce měsíce všichni postupně započali svou plavbu. Knox-Johnstona a Blytha mezitím zastihla na jihu velmi silná bouře, která poškodila jejich plavidla. Zatímco první z této dvojice byl schopný sám provést opravy a pokračovat v plavbě, Blyth zjistil, že slaná voda, která se navalila do podpalubí, kontaminovala jeho zásoby nafty. Ta sloužila k pohonu generátoru, který vytvářel elektřinu k napájení vysílačky a signálních světel. Bez nich hrozil v noci Blythovi kontakt s jinou lodí. Musel se tedy dopravit na pevninu u vesnice na brazilském souostroví Tristan da Cunha, kde se setkal s kapitánem zde kotvící nákladní lodi a přijal jeho pozvání na palubu. Zde také doplnil chybějící palivo, čímž se v podstatě diskvalifikoval. Plavbu sice obnovil, ale po několika dnech si uvědomil, že jeho loď dosáhla svých limitů a odstoupil. Carozzo a Crowhurst svůj start naplánovali na poslední den startovního okna. Crowhurst ho téměř nestihl a ve zmatku zapomněl na břehu několik krabic s důležitou výbavou, mimo jiné s hřebíky na případné opravy. Naopak neopomněl vzít velké množství elektromateriálu, pro který neměl žádné praktické využití. Jeho loď také nebyla vybavena žádným přelomovým zařízením, o kterém předtím informoval a k navigaci nepoužíval svůj přístroj Navicator, ale klasickou triangulaci a navigaci pomocí hvězd.
Carozzo začal několik dní po startu pociťovat bolesti břicha a zvracel krev. Rozhodl se tedy závod vzdát a vyhledat lékařskou pomoc v portugalském Portu, kam doplul 14. listopadu. Zde zjistili, že mu praskl žaludeční vřed. Listopad 1968 znamenal také konec pro další dva účastníky závodu. Galway Blazer II Billa Kinga se v prudké vichřici převrátil dnem vzhůru. Kingovi se podařilo loď narovnat do původní polohy, ale přišel o přední stěžeň a musel odstoupit. Silná bouře zastihla také Fougerona. Do jeho lodi začala prosakovat voda a i on si uvědomil, že není schopen pokračovat. V čele závodu se stále držel Knox-Johnston, ale jeho rychlost byla velice nízká a bylo pravděpodobné, že minimálně Moitessier ho bude schopný porazit. Po několikadenním bezvětří vykazoval dobrý postup i Tetley, který však zároveň bojoval s neustálými technickými problémy. Naopak Crowhurst hned od začátku výrazně zaostával což ve spojení s pozdním startem srazilo jeho šance na minimum. 10. prosince se rozhodl vyměnit původní lodní deník za nový, do kterého začal zapisovat falešné souřadnice, které si pro tento účel vypočítal. Ty zároveň doplňoval informacemi o místním počasí, které se doslechl z rádia, aby zápisy působily co nejvěrohodněji. Tyto smyšlené pozice poté hlásil reportérovi Hallworthovi, který o nich informoval veřejnost. Jedno z těchto hlášení ve své době znamenalo rekordní vzdálenost překonanou během jednoho dne. Francis Chichester, který působil jako porotce závodu, vyjádřil své přesvědčení, že tyto údaje nejsou reálné a vyzval k opatrnosti. Okolo Vánoc již vykazovali Tetley, Crowhurst a Knox-Johnston známky nastupující deprese. Naopak Moitessier si svou plavbu užíval, cvičil jógu, opaloval se na palubě, pozoroval mořské živočichy a polární záři. Sama myšlenka závodu o peníze mu náhle začala připadat scestná. Knox-Johnston, Moitessier a Tetley v tomto pořadí obepluli mys Horn, čímž dokončili nejtěžší část celé plavby po které následoval návrat Atlantským oceánem do výchozích bodů jednotlivých závodníků. Moitessier však záhy odeslal zprávu, že v závodu nebude pokračovat a místo toho popluje vlastní cestou do Tichého oceánu. Jednalo se o šokující informaci, jelikož byl do této chvíle předpokládaným vítězem obou cen.

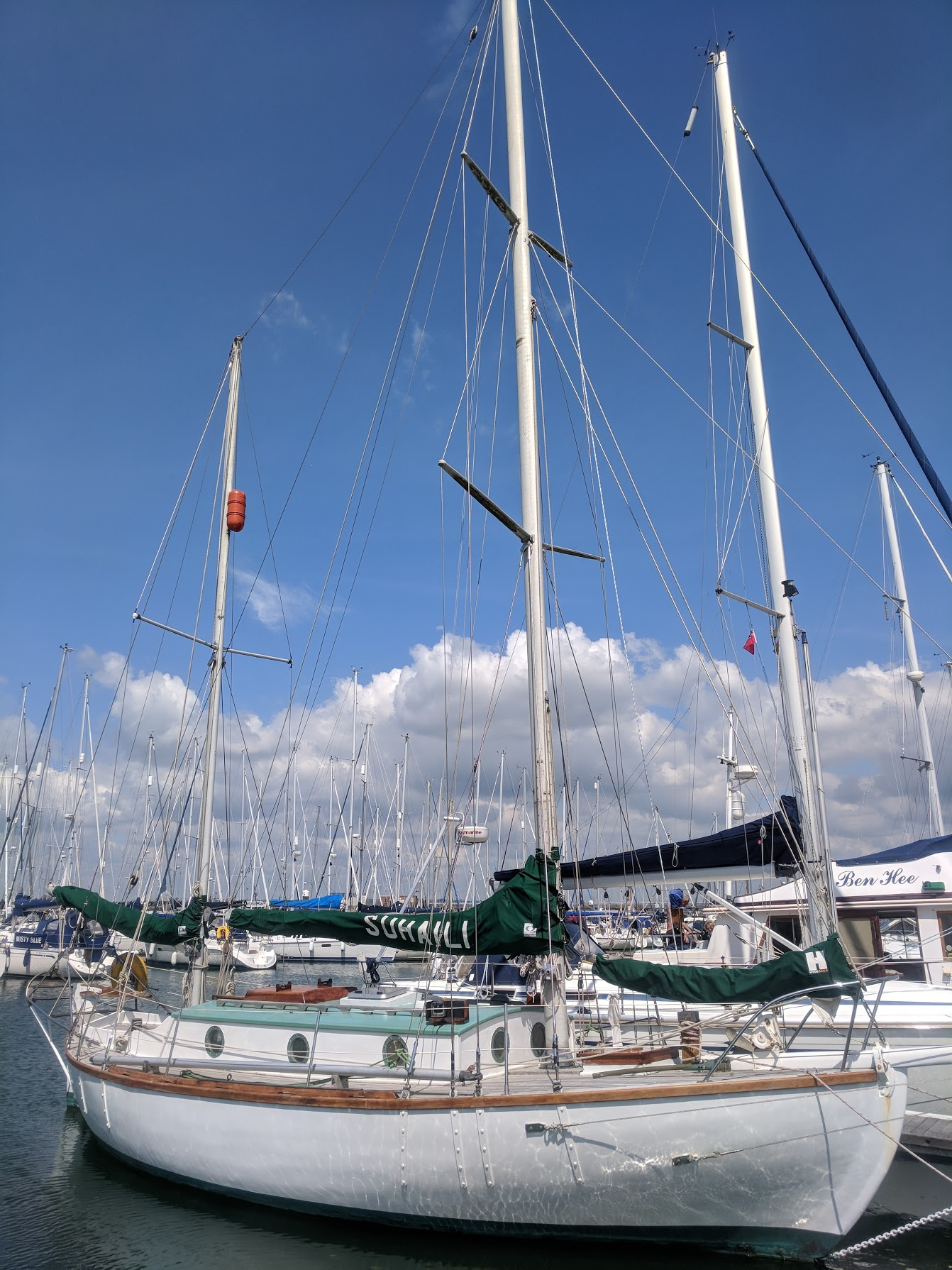
Vítězná loď Suhaili

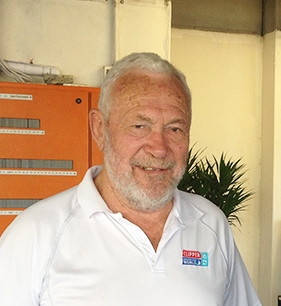
Robin Knox-Johnston v roce 2013

Crowhurst se dostal k pobřeží Jižní Ameriky. Zde se začala jeho loď v důsledku uspěchané stavby "rozpadat" a jemu bylo jasné, že se s ní do cíle bez oprav nedostane. V jeho situaci navíc nestačilo pouze plavbu dokončit. Kvůli svým finančním závazkům musel vyhrát. Svou pozici začal hlásit záměrně co nejobecněji, aby jeho podvod nebyl tak zřejmý. Tuto taktiku nakonec opustil s tím, že oznámil smyšlené problémy s generátorem a dočasné odpojení vysílačky. Jím poslední nahlášená pozice jižně od ostrova Gough byla Hallworthem chybně interpretována jako přiblížení k mysu Dobré naděje. To znamenalo další velké zrychlení a šanci na vítězství ceny za nejrychlejší plavbu. Problémy se spojením měl také Knox-Johnston, který mohl kvůli poruše vysílat pouze na krátké vzdálenosti a několik měsíců tak o něm chyběly jakékoliv informace. Jediným závodníkem, který i nadále poskytovat pravidelné zprávy, tak zůstal Tetley. Tato situace značně frustrovala novináře, kteří o průběhu závodu referovali. Crowhurst se rozhodl opravit svou loď a 8. března zakotvil u malé vsi jižně od estuáru Río de la Plata, kde však působil námořní úřad, který jeho příjezd zaprotokoloval. Přesto zřejmě věřil, že tato skutečnost zůstane na mezinárodní úrovni utajena. Provedl nutné opravy, doplnil zásoby a pokračoval směrem na jih. Osud Knoxe-Johnstona zůstával záhadou a byla po něm vyhlášena pátrací akce k níž bylo využito letadlo účastnící se vojenského cvičení NATO. Opakovaně se pokoušel spojit s projíždějícími plavidly, které ho však, v rozporu s námořními pravidly, ignorovaly. V polovině března ho postihly silné bolesti břicha, které přisuzoval zkaženému masu. Jak se později ukázalo, jednalo se o zánět slepého střeva, který se po několika dnech sám zahojil. Teprve 6. dubna navázal kontakt s tankerem, který následně nahlásil jeho pozici zhruba 2000 km od cíle závodu. 22. dubna 1969 doplul Robin-Knox Johnston do přístavu Falmouth a s časem 312 dní se tak stal prvním mořeplavcem, který individuálně bez zastávky obeplul zeměkouli a získal cenu Sunday Times Golden Globe.
Crowhurstovi začalo být jasné, že obeplutí 3 mysů podle pravidel závodu je pro něho naprosto nereálné a v jeho situaci již ani nic neřešilo. 10. dubna oznámil, že se blíží k mysu Horn. Ve skutečnosti se nacházel poblíž Falklandských ostrovů, kde otočil svou loď na sever a pokračoval v plavbě do výchozího bodu závodu. 4. května oznámil svou reálnou pozici na úrovni jižní Brazílie. Tetley věděl, že se jeho loď Victress postupně rozpadá a pro dokončení plavby bylo zapotřebí velké opatrnosti. Zprávy o Crowhurstově postupu ho však přinutily riskovat, jelikož oba měli stále značnou šanci pokořit Knox-Johnstonův čas. 20. května ho u Azorských ostrovů zastihla prudká bouře, o které se domníval, že nebude trvat dlouho a proto pokračoval plnou rychlostí místo aby vykasal plachty a loď natočil do bezpečné pozice, aby zabránil jejímu poškození či převrácení. 21. května ho vzbudila hlasitá rána. Když provedl zběžnou prohlídku lodi, všiml si, že bouře v noci z levého trupu uvolnila dřevěnou část přídě, která se zachytila v lanech. Poté, co jí uvolnil, narazila do hlavního trupu, vytvořila v něm otvor a loď se začala potápět. Tetley odeslal signál mayday a nastoupil do záchranného člunu ve kterém ho vyzvedla posádka italského tankeru mířícího do Spojeného království.

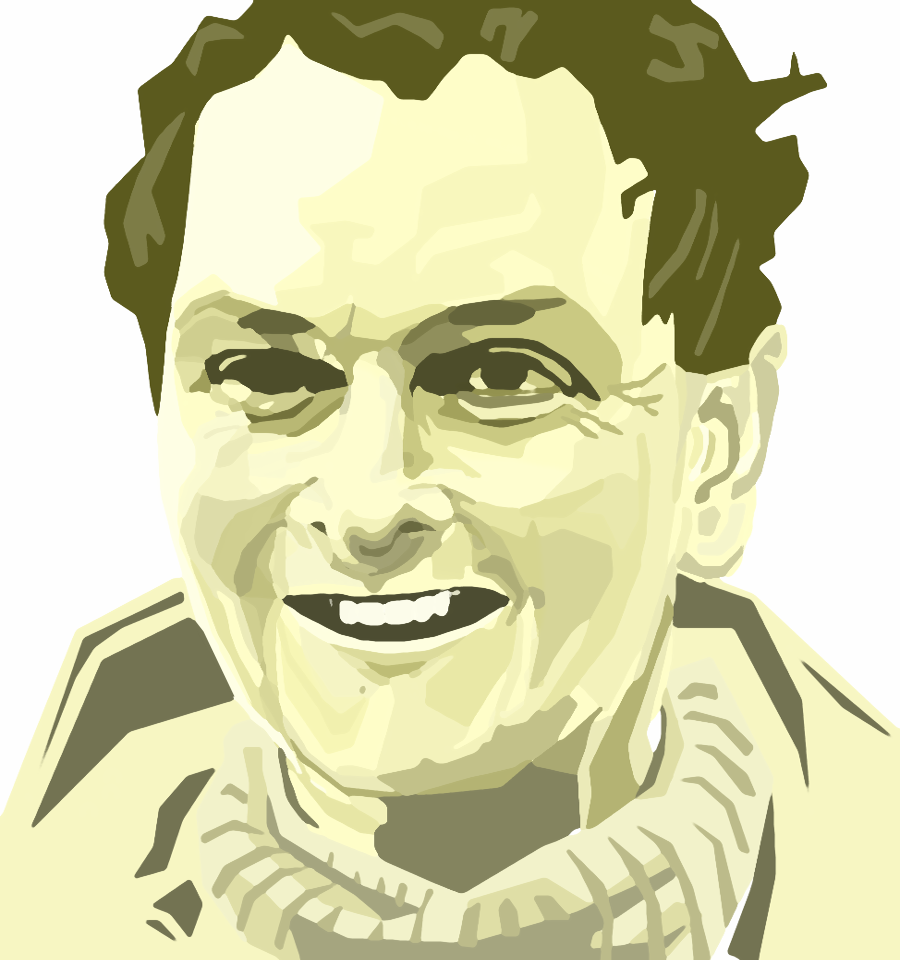
Portrét Donalda Crowhursta

Jediným závodníkem a téměř jistým vítězem ceny 5000₤ tak zůstal Crowhurst, který si čím dál zřetelněji uvědomoval, že jeho podvod nebude možné utajit a kromě zdrcující finanční újmy ho také čeká obrovský skandál. Postupně se přestal věnovat kormidlování a většinu času trávil v podpalubí zapisováním do svého deníku, který plnil různými výpočty, rozborem teorie relativity či jinými filozofickými a pseudovědeckými úvahami. Pravděpodobně šlo o projevy počínající duševní poruchy, kterou u něj tato stresová situace vyvolala. Jeho loď se mezitím sama stočila ze severovýchodního kurzu na severozápad. Crowhurst zapsal téměř 25000 slov předtím, než se 1. července dostal na konec poslední stránky svého deníku, kam v 11:15 a 11:17 zapsal chaoticky formulované zprávy: 
"Toto je konec mé mé (sic) hry. Pravda byla odhalena a bude učiněno tak, jak má rodina vyžaduje, abych učinil."
"Nyní nadešel čas, abys (sic) udělal svůj tah. Nemusím tu hru protahovat. Byla to dobrá hra, která musí skončit v..."
Poté Crowhurstovi došlo místo na psaní, vyšel na palubu a zřejmě skočil do oceánu. 10. července byla loď Teignouth Electron zachycena poštovní lodí přibližně 1000 kilometrů jihozápadně od Azorských ostrovů. Kapitán lodi se nejdříve domníval, že Crowhursta smetla velká vlna z paluby do moře, kde se utopil. Po objevení deníku však bylo jasné, že spáchal sebevraždu. Po oznámení této skutečnosti pořadatelům byla cena 5000₤ udělena Robinu Knox-Johnstonovi, který jako jediný závod dokončil. Ten se ji rozhodl věnovat Crowhurstově rodině na splacení jeho dluhů.

## Dozvuky závodu
Crowhurstův deník byl prostudován, díky čemuž vyšel napovrch celý podvod. Jeho příběh získal značnou publicitu. Rodney Hallworth byl kritizován za to, že se svou senzacechtivostí přiživil na Crowhurstově tragédii. Podle ustanovené komise na jeho osudu město Teignouth získalo zdarma propagaci v hodnotě okolo 1 500 000₤ což bylo v ostrém kontrastu s minimem podpory, kterou mu poskytli. Po odhalení podvodu byla Tetleymu udělena cena útěchy v hodnotě 1000₤, kterou se rozhodl použít na nákup nové lodi, se kterou se chystal na závod OSTAR 1972. Peníze však nepostačovaly na nezbytnou výbavu. Tetley, inspirován úspěšnými knihami Knoxe-Johnstona a Moitessiera, které po závodu vydali, se rozhodl publikovat vlastní knihu a peníze z jejího prodeje použít k dofinancování svého projektu. Ta však měla nízké prodeje a Tetley nesehnal ani žádného sponzora. 2. února 1972 byl nalezen oběšený v lese nedaleko Doveru. Původně se spekulovalo o sebevraždě, ale tuto teorii odmítli členové jeho rodiny a blízcí přátelé. Jako další možný scénář byla ustanovena nehoda při erotické asfyxii. Koroner nakonec nedokázal určit, co vedlo k Tetleyho smrti, a případ nebyl nikdy uzavřen. Robin-Knox Johnston získal ještě v roce 1969 Řád britského impéria a v roce 1994 byl pasován na rytíře. Jeho loď Suhaili byla pronajata Národnímu námořnímu muzeu v Londýně, kde vydržela až do roku 2002, kdy si jí opět převzal, jelikož podle jeho názoru "patřila na vodu". Suhaili podstoupila úpravy a byla opět převezena do domovského přístavu ve Falmouthu. O svých zážitcích naspal v roce 1970 úspěšnou knihu A world of my own (v překladu Můj vlastní svět). Také Bernard Moitessier uspěl na literárním poli se svou knihou A long way (v překladu Dlouhá cesta) z roku 1972 na kterou navázal několika dalšími úspěšnými publikacemi. S výjimkou Carozza a Fougeona, kteří se po závodu stáhli z veřejného života, se všichni účastníci nadále věnovali závodnímu či dálkovému plachtění.

## Seznam účastníků
| Jméno               | Národnost          | Povolání               | Název plavidla     | Typ plavidla | Datum startu    | Datum konce       | Výsledek                                                                                                 |
| ------------------- | ------------------ | ---------------------- | ------------------ | ------------ | --------------- | ----------------- | --- |
| Chay Blyth          | Spojené království | Voják                  | Dytiscus III       | Šalupa       | 8. červen 1968  | 13. září 1968     | Z důvodu poškození lodi odstoupil v East Londonu (Jihoafrická republika).                                |
| Alex Carozzo        | Itálie             | Profesionální námořník | Gancia Americano   | Keč          | 31. říjen 1968  | 14. listopad 1968 | Pouhé 2 týdny od startu mu praskl žaludeční vřed a musel vyhledat lékařskou pomoc v Portu (Portugalsko). |
| Donald Crowhurst    | Spojené království | Vynálezce, podnikatel  | Teignouth Electron | Trimarán     | 31. říjen 1968  | 1. červenec 1969  | Neabsolvoval stanovenou trasu. Během návratu spáchal v Severním Atlantiku sebevraždu.                    |
| Loïck Fougeron      | Francie            | Mořeplavec             | Captain Browne     | Kutr         | 22. srpen 1968  | 27. listopad 1968 | Kvůli technickým problémům s lodí doplul na ostrov Svaté Heleny a odstoupil.                             |
| Bill King           | Spojené království | Bývalý námořník        | Galway Blazer II   | Škuner       | 24. srpen 1968  | 22. listopad 1968 | Silná bouře poškodila jeho loď. Doplul do Kapského města a odstoupil.                                    |
| Robin Knox-Johnston | Spojené království | Mořeplavec             | Suhaili            | Keč          | 14. červen 1968 | 22. duben 1969    | Závod dokončil za 312 dnů. Vyhrál cenu Golden Globe i finanční odměnu za nejrychlejší čas.               |
| Bernard Moitessier  | Francie            | Mořeplavec             | Joshua             | Keč          | 22. srpen 1968  | 21. červen 1969   | Přes značnou šanci na vítězství se rozhodl odstoupit ze závodu a pokračovat v plavbě vlastní cestou.     |
| John Ridgway        | Spojené království | Voják                  | English Rose IV    | Šalupa       | 1. červen 1968  | 21. červenec 1968 | Z důvodu kontaminované nafty pro pohon generátoru doplul do Reclife (Brazílie), kde odstoupil.           |
| Nigel Tetley        | Spojené království | Vojenský námořník      | Victress           | Trimarán     | 16. srpen 1968  | 21. květen 1969   | Uvolněná součástka prorazila hlavní trup jeho lodi a ta se potopila v blízkosti Azorských ostrovů.       |